# Doxocopa agathis
Doxocopa agathis är en fjärilsart som beskrevs av Jean Baptiste Godart 1824. Doxocopa agathis ingår i släktet Doxocopa och familjen praktfjärilar. Inga underarter finns listade i Catalogue of Life.